# Banj
Banj est un village de la municipalité de Pašman (Comitat de Zadar) en Croatie. Au recensement de 2011, le village comptait 193 habitants.